# Europese weg 584
De Europese weg 584 of E584 is een Europese weg die loopt van Poltava in Oekraïne naar Slobozia in Roemenië.

## Algemeen
De Europese weg 584 is een Klasse B-verbindingsweg en verbindt het Oekraïense Poltava met het Roemeense Slobozia en komt hiermee op een afstand van ongeveer 540 kilometer. De route is door de UNECE als volgt vastgelegd: Poltava - Kropyvnytsky - Chisinau - Giurgiulesti - Galați - Slobozia.

## Nationale wegnummers
De E581 loopt over de volgende nationale wegnummers:
| Nummer   | Tracé                          |
| Oekraïne | Oekraïne                       |
| -------- | ------------------------------ |
| M22      | Poltava - Oleksandrija         |
| M04      | Oleksandrija - Znamianka Druha |
| M12      | Znamianka Druha - Kropyvnytsky |
| M13      | Kropyvnytsky – Moldavië        |
| Moldavië |                                |
| M21      | Oekraïne - Chisinau            |
| M2       | Chisinau                       |
| M3       | Chisinau - Roemenië            |
| Roemenië |                                |
| 2B       | Moldavië - Galați              |
| 22B      | Galați – Brăila                |
| 22       | in Brăila                      |
| 21       | Brăila - Slobozia              |